# Березовка (Елецкий район)
Березо́вка — деревня Казацкого сельсовета Елецкого района Липецкой области. Имеет одну улицу: Березовка.

## Население
| 2010 |
| ---- |
| 23   |